# Paleosepharia lamrii
Paleosepharia lamrii es una especie de insecto coleóptero de la familia Chrysomelidae.
Fue descrita en 1999 por Mohamedsaid.